# ХК Марибор
ХДК Марибор је словеначки хокејашки клуб из Марибора. Утакмице као домаћин игра у Леденој дворани Табор, капацитета 3000 места.

## Историја
ХДК Марибор је основан 1993. године. Први пут се такмичио у Хокејашкој лиги Словеније у сезони 1993/94.
Тим је учествовао у издањима ИХФФ Континентал купа у сезонама 2008/09. и 2009/10. Они су у оба наступа елиминисани у трећем колу.
У првој години такмичења у регионалној Слохокеј лиги, у сезони 2009/10. Марибор је заузео треће место у регуларном делу првенства и пласирао се у плеј оф. У плеј офу су прво у четвртфиналу савладали Блед, затим су у полуфиналу били бољи од Јесеница, да би у финалу савладали Партизан и тако постали прваци Слохокеј лиге.
У наредној сезони нису успели да понове успех. Клуб је у регуларном делу првенства поново заузео треће место. У четвртфиналу плеј офа су савладали Јесенице, али су поражени у полуфиналу од хокејаша Партизана.

## Успеси
- Слохокеј лига:
  - Првак (1) : 2009/10

## Познати хокејаши
- Јан Муршак